# Kabinett Daladier IV

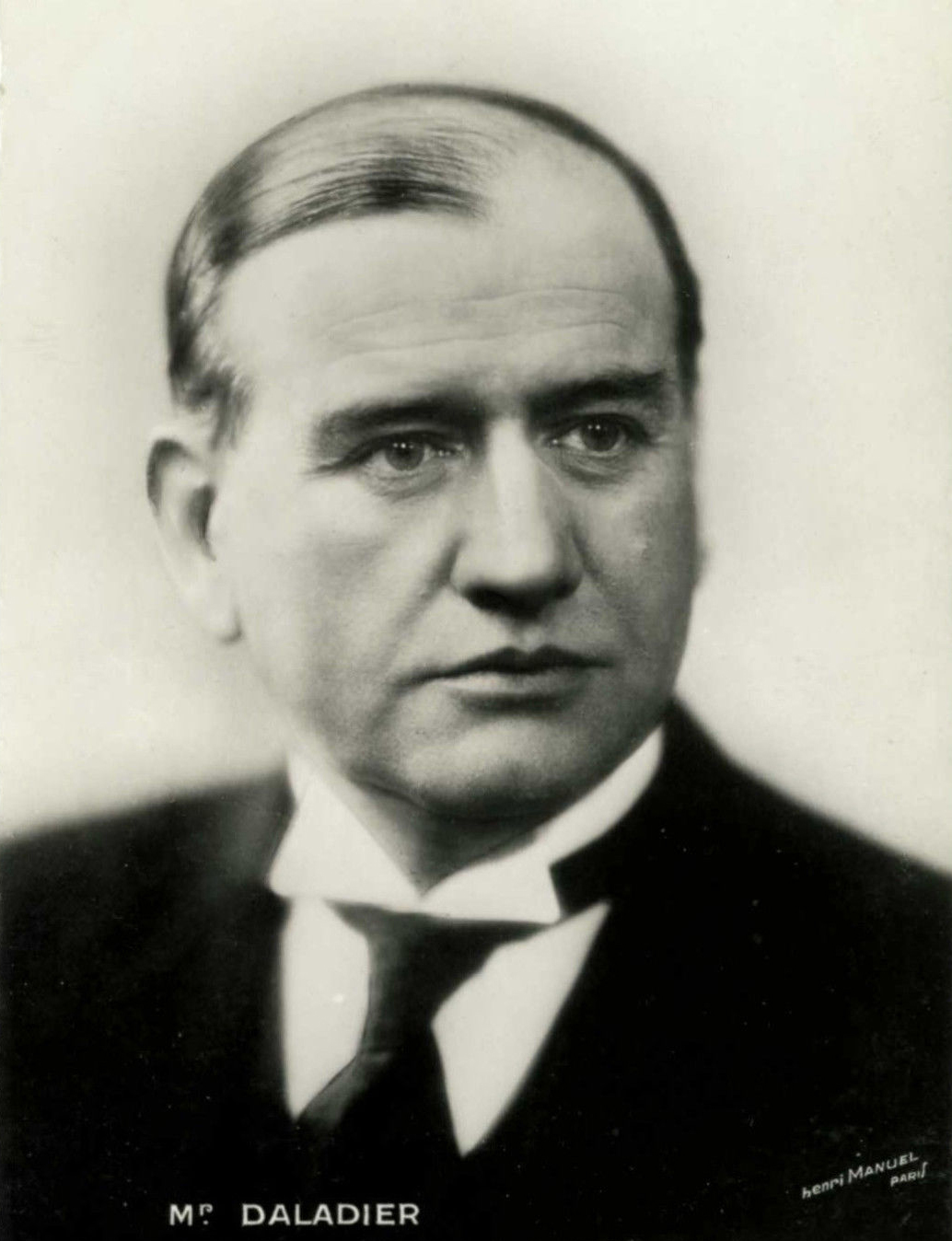
Édouard Daladier

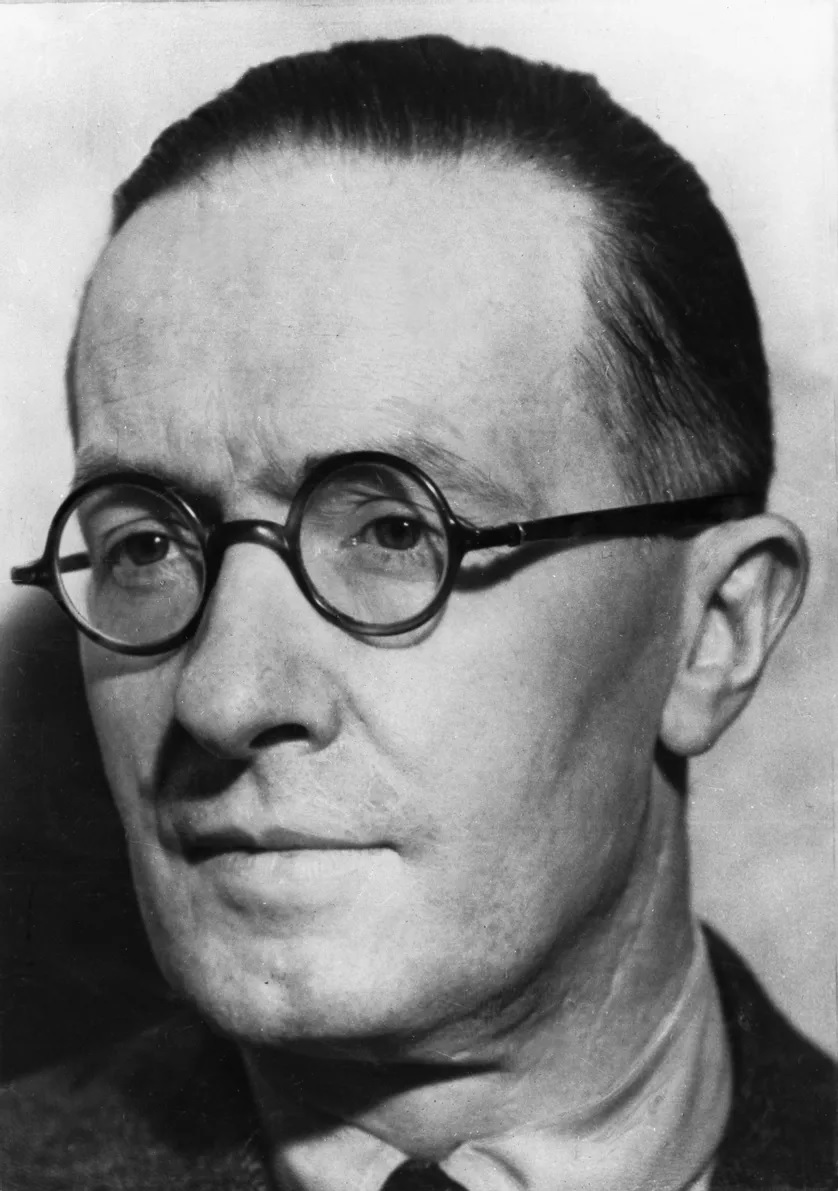
Generalkommissar Jean Giraudoux

Das vierte Kabinett Daladier war eine Regierung der Dritten Französischen Republik. Es wurde am 11. Mai 1939 von Premierminister (Président du Conseil) Édouard Daladier gebildet und löste das Kabinett Daladier III ab. Es blieb bis zum 13. September 1939 im Amt und wurde vom Kabinett Daladier V abgelöst. Während der Amtszeit dieses Kabinetts erklärte Frankreich dem Deutschen Reich den Krieg.
Dem Kabinett gehörten folgende Parteien an: Parti républicain, radical et radical-socialiste (PRRRS), Union socialiste républicaine (USR), Radicaux indépendants (RI) und Parti Démocrate Populaire (PDP).

## Kabinett
Diese Minister bildeten das Kabinett:
- Premierminister: Édouard Daladier (PRRRS)
- Vizepräsident und Koordinierung der Dienste: Camille Chautemps (PRRRS)
- Verteidigungs- und Kriegsminister: Édouard Daladier
- Außenminister: Georges Bonnet (PRRRS)
- Finanzminister: Paul Reynaud
- Minister für Volkswirtschaft: Raymond Patenôtre[1] (USR)
- Justizminister: Paul Marchandeau (PRRRS)
- Bildungsminister: Jean Zay (PRRRS)
- Minister des Inneren: Albert Sarraut (PRRRS)
- Minister für die Militärmarine: César Campinchi[2] (PRRRS)
- Minister für Luftfahrt: Guy La Chambre[3] (PRRRS)
- Minister für Handel: Fernand Gentin[4] (PRRRS)
- Minister für öffentliche Arbeiten: Anatole de Monzie (USR)
- Landwirtschaftsminister: Henri Queuille (PRRRS)
- Minister für Post, Telegraphie und Telefonie: Alfred Jules-Julien[5] (PRRRS)
- Minister für Kolonien: Georges Mandel
- Minister für Arbeit: Charles Pomaret[6] (USR)
- Minister für öffentliche Gesundheit: Marc Rucart[7] (PRRRS)
- Minister für die Handelsmarine: Louis de Chappedelaine[8] (RI)
- Minister für Veteranen und Renten: Auguste Champetier de Ribes (PDP)
- Generalkommissar für Information (ab 15. Juli 1939): Jean Giraudoux

## Historische Einordnung

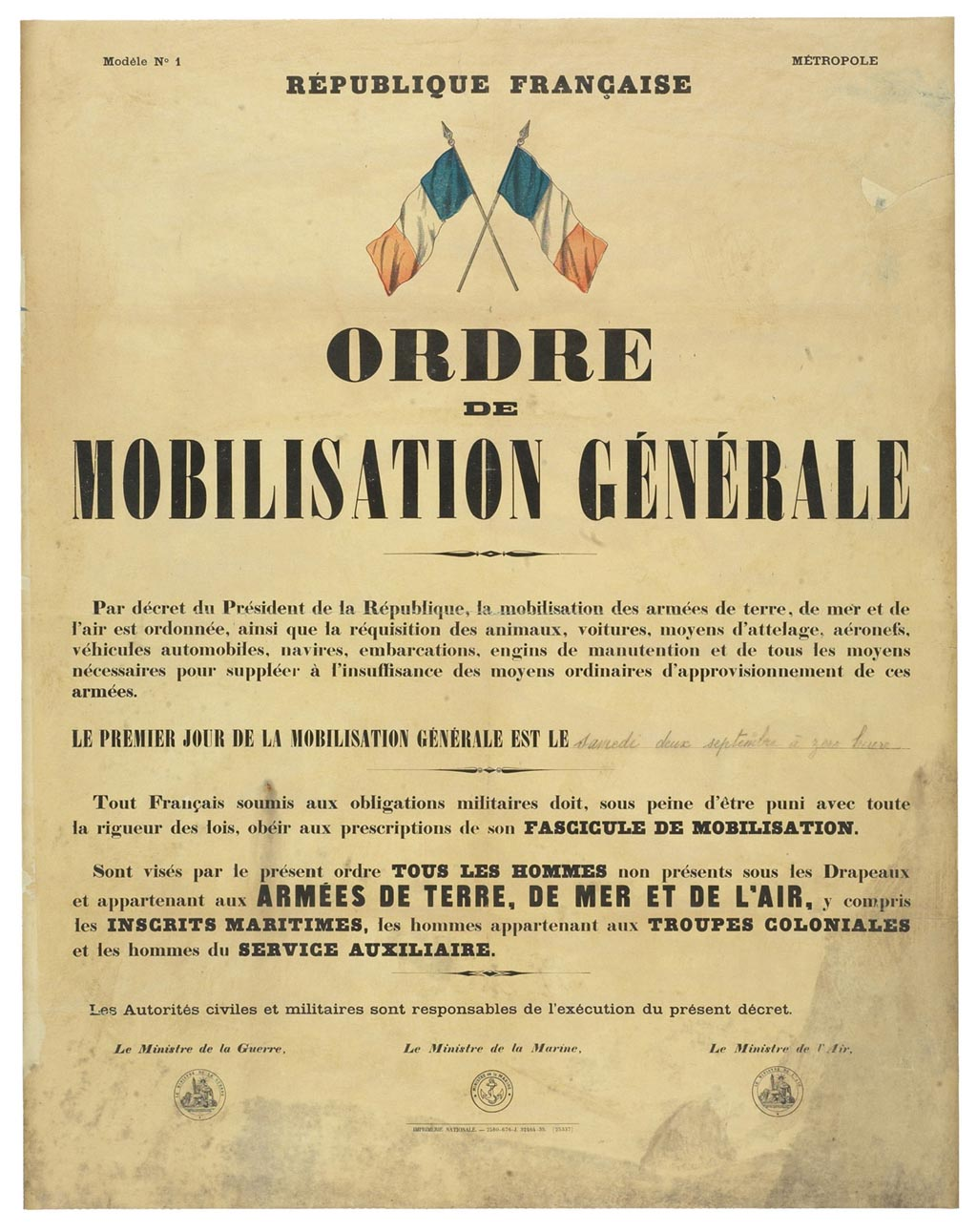
Generalmobilmachung 1939

Am 17. Juni 1939 wurde in Versailles der Serienmörder Eugen Weidmann öffentlich hingerichtet. Danach untersagte die Regierung weitere öffentliche Hinrichtungen.
Am 29. Juli 1939 wurden mehrere Gesetze verabschiedet:
- Das Gesetz über die Familie und die Geburtenrate in Frankreich, der sogenannte Code de la famille (Familiengesetzbuch), führte eine Prämie für die Geburt des ersten Kindes, wenn diese innerhalb von zwei Jahren nach der Eheschließung erfolgte, und die „Familienausgleichssteuer“ (TCF) ein, die Ledige belastete. Es verschärfte die Strafen für Abtreibung.[A 1][10]
- Das Gesetzesdekret zur Verlängerung der Legislaturperiode des Abgeordnetenhauses um zwei Jahre.[11]
- Das Gesetzesdekret zur Kodifizierung von Verstößen gegen die äußere Sicherheit des Staates. Das Dekret definiert die „Geheimhaltung der nationalen Verteidigung“ als „Informationen militärischer, diplomatischer, wirtschaftlicher oder industrieller Art, die aufgrund ihrer Natur nur den für ihren Besitz qualifizierten Personen bekannt sein dürfen und im Interesse der nationalen Verteidigung gegenüber allen anderen Personen geheim gehalten werden müssen“.[A 2][12]
- Das Gesetzesdekret über die vorübergehende Beschränkung der Gewinne von Unternehmen, die für die nationale Verteidigung arbeiteten, als Ersatz für die 1935 eingeführte Sondersteuer auf Gewinne.[13]

Am 23. August 1939 machte der Deutsch-sowjetische Nichtangriffspakt alle französischen Bemühungen, zu einem Militärbündnis mit der Sowjetunion zu kommen, hinfällig. Die französischen Kommunisten stimmten dem Pakt zu und wurden isoliert; 21 von 72 kommunistischen Abgeordneten traten infolge des Pakts aus der Partei aus und schlossen sich in der Union populaire française zusammen.
Am 24. August 1939 wurde die Teilmobilmachung verkündet. Am 27. August 1939 wurde die Pressezensur eingeführt.
Am 1. September 1939 begann der deutsche Überfall auf Polen. In Frankreich beginnt die Generalmobilmachung. Ein Dekret erlaubt die Internierung von Ausländern, die „Angehörige von Gebieten sind, die dem Feind gehören“.
Am 3. September 1939 erklärte Frankreich dem Deutschen Reich den Krieg. Nach einer kurzen Offensive zog sich die französische Armee zurück; der Drôle de guerre begann.
Am 9. September 1939 erließ die Regierung ein Gesetzesdekret, das den Entzug der Staatsbürgerschaft für „jeden Franzosen, der sich wie ein Angehöriger einer ausländischen Macht verhalten hat“ ermöglichte. Die polnische Armee in Frankreich wurde gegründet.